# آنیوی (آمور)
آنیوی (روسی: река Аню́й) یک رودخانه در سرزمین خاباروفسک کشور روسیه است.